# Gammaropsis miri
Gammaropsis miri is een vlokreeftensoort uit de familie van de Photidae. De wetenschappelijke naam van de soort is voor het eerst geldig gepubliceerd in 1994 door G. Vinogradov.